# Dobroołeksandriwka
Dobrooleksandriwka (ukr. Доброолександрівка, ros. Доброалександровка) – wieś na Ukrainie, w obwodzie odeskim, w rejonie odeskim.
Znajduje się tu rzymskokatolicka kaplica filialna parafii NMP Nieustającej Pomocy w Czarnomorsku.